# Józef Opioła
Józef Opioła (ur. 21 lutego 1907 w Borku Starym, zm. 26 stycznia 1997 w Szebniach) – katolicki prezbiter, proboszcz parafii w Szebniach, dziekan jasielski, Kapelan AK.

## Życiorys
Urodził się 21 lutego 1907 w Borku Starym. Był synem Stanisława. Kształcił się w C. K. I Gimnazjum w Rzeszowie, gdzie był przewodniczącym komisji śpiewackiej, a 16 maja 1927 zdał egzamin dojrzałości.
Studiował w Seminarium Duchownym w Przemyślu. 19 czerwca 1932 otrzymał święcenia kapłańskie. Pracę duszpasterską rozpoczął w Sanoku (pracował tam jako nauczyciel w Państwowym Gimnazjum Męskim od listopada 1932 i Szkole Handlowej). Był wikarym w Sanoku, a po śmierci ks. Franciszka Salezego Matwijkiewicza, proboszcza parafii Przemienienia Pańskiego w Sanoku, został mianowany administratorem, pełniąc funkcję w tym roku (kolejny proboszcz ks. Bartłomiej Krukar pracował tam od 15 lipca 1933). W 1934 został przeniesiony z Sanoka do Zręcina, a w 1935 do Strzyżowa. Na początku 1937 jako wikariusz w Strzyżowie został mianowany tam administratorem, a latem 1937 administratorem w Szebniach. Do Szebni przybył 1 sierpnia 1937, a od wiosny 1938 był tam proboszczem parafii św. Marcina aż do jesieni 1982. Uczył tam m.in. religii. W czasie okupacji niósł pomoc i otuchę ofiarom niemieckiego terroru, wspomagał więźniów obozu hitlerowskiego w Szebniach, dostarczając im żywność i lekarstwa oraz przekazywał korespondencję (jako przedstawiciel Rady Głównej Opiekuńczej), pomagał też żołnierzom AK jako powiernik wielu tajemnic polskiego podziemia. W pierwszych latach Polski Ludowej był niejednokrotnie przesłuchiwany przez UB. W latach 1950–1956 był wicedziekanem, a od 1957 do 1974 dziekanem dekanatu jasielskiego. W 1974 otrzymał tytuł honorowego kapelana papieskiego. Za pomoc dla AK 2 maja 1994 został odznaczony Krzyżem Kawalerskim Orderu Odrodzenia Polski. Zmarł 26 stycznia 1997 w Szebniach i tam został pochowany.